# John Robinson (évêque de Londres)
Pour les articles homonymes, voir John Robinson et Robinson.
John Robinson, né le 7 novembre 1650 à Cleasby et mort le 11 avril 1723 à Hampstead, est un ecclésiastique et diplomate anglais.

## Biographie
Né à Cleasby, John Robinson étudie à Brasenose College et devient par la suite fellow d'Oriel College, à l'université d'Oxford. Il est nommé chapelain de l'ambassade d'Angleterre à Stockholm vers 1680 et passe les trois décennies suivantes en Suède, accompagnant notamment le roi Charles XII de Suède à la bataille de Narva en 1700. Son séjour en Suède lui fournit la matière pour son livre Account of Sweden: together with an Extract of the History of that Kingdom. By a person of note who resided many years there, publié à Londres en 1695.
De retour en Angleterre en 1709, Robinson est nommé doyen de Windsor et de Wolverhampton, puis élu évêque de Bristol l'année suivante. Il devient Lord du Sceau Privé en 1711 et représente la Grande-Bretagne aux pourparlers de paix qui aboutissent à la signature des traités d'Utrecht en 1713.
Il succède à Henry Compton comme évêque de Londres à son retour du continent et occupe ce poste jusqu'à sa mort.
Son arrière-petit-neveu Frederick Philipse Robinson (en) (1763-1852) participe à la guerre d'indépendance américaine du côté britannique.